# تيريز راكون
تيريز راكون (بالفرنسية: Thérèse Raquin) هي رواية للكاتب الفرنسي إميل زولا تم نشرها أول مرة عام 1867، عرضت مسرحيته أول مرة عام 1873. نشرت الرواية بشكل سلسلة في مجلة L'Artiste، قبل أن تنشر في كتاب في ديسمبر من تلك السنة.

## روابط خارجية
- تيريز راكون على موقع الموسوعة البريطانية (الإنجليزية)